# Bill Orton
William Orton (ur. 22 września 1948 w North Ogden, zm. 18 kwietnia 2009 w hrabstwie Juab) – amerykański polityk, członek Partii Demokratycznej.

## Działalność polityczna
W okresie od 3 stycznia 1991 do 3 stycznia 1997 przez trzy kadencje był przedstawicielem 3. okręgu wyborczego w stanie Utah w Izbie Reprezentantów Stanów Zjednoczonych.